# Jeremiah Gurney

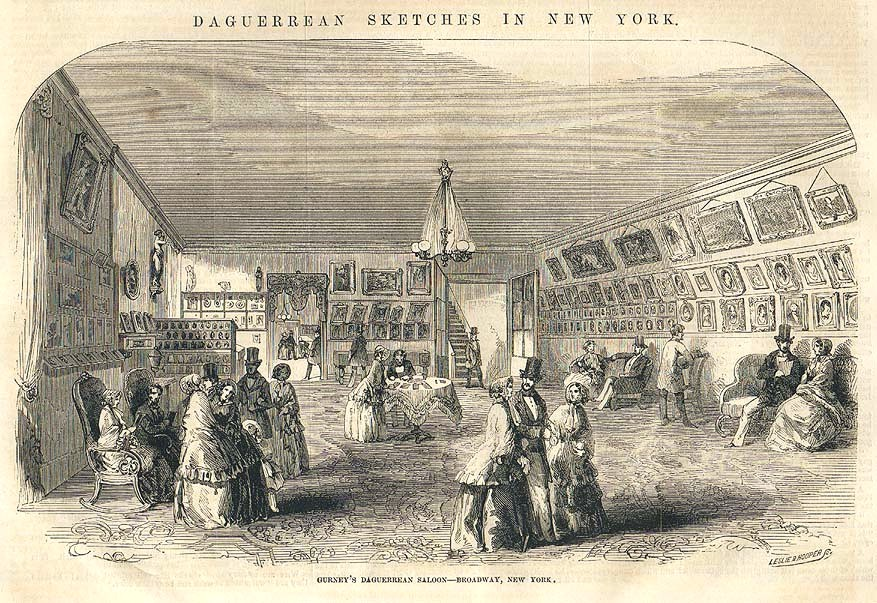
Gurneyův Daguerrotypický Saloon, asi 1843

Jeremiah Gurney (17. října 1812 – 21. dubna 1895) byl americký fotograf a daguerrotypista působící v New Yorku.

## Život a dílo
Nejdříve pracoval v obchodu s klenoty ve městě Saratoga, ale brzy přestěhoval své podnikání do New York City. Krátce poté, co se začal věnovat fotografii, poté, co jej instruoval a inspiroval Samuel Morse. Byl jedním z prvních, kdo praktikoval daguerreotypický proces, jako první otevřel v roce 1840 americkou fotografickou galerii na Broadwayi a nabízel portrét za 5 dolarů.
Vytvářel pozoruhodně detailní portréty, využíval v plném rozsahu pozoruhodné tonální ztvárnění procesu. Vybíral své klienty z elitní společnosti New Yorku, nazýval je "významné osobnosti doby" a vyhýbal se lidem z politiky a zábavy, které prefereoval jeho konkurent Mathew Brady. Kvalita Gurneyho portrétů jej nominovala na pozici nejlepšího daguerrotypisty v Gothamu.
Díky svým fotografickým dovednostem získal řadu ocenění, včetně zápisu do Scientific American dne 5. prosince 1846. Magazín New York Illustrated News v článku zveřejněném v roce 1853 napsal, že jeho ateliér na Broadwayi č.p. 707 disponoval devíti prostornými místnostmi specializovanými výhradně na toto umění. V roce 1840 vystavoval své fotografie na řadě výstavách např. na veletrhu American Institute Fair a později na mezinárodní výstavě v Crystal Palace v Londýně, kde dosáhl mezinárodního renomé. Jeho obchod vzkvétal a v roce 1858 postavil třípatrové studio z bílého mramoru na Broadwayi č.p. 770.
Hrál vedoucí roli v přípravě první vlny průkopnických fotografů jako Mathew Brady, který později získal jméno válečného reportážního fotografa. Brady byl původně zaměstnán jako tovaryš na výrobu šperků pro společnost E. Anthony & Co. a vyráběl také vitríny pro Gurneyho daguerrotypie. Další, kdo se od Gurneyho naučil umění fotografie během výroby knižních desek ve firmě Edwarda Anthonyho byl Charles Fredricks.

## Galerie

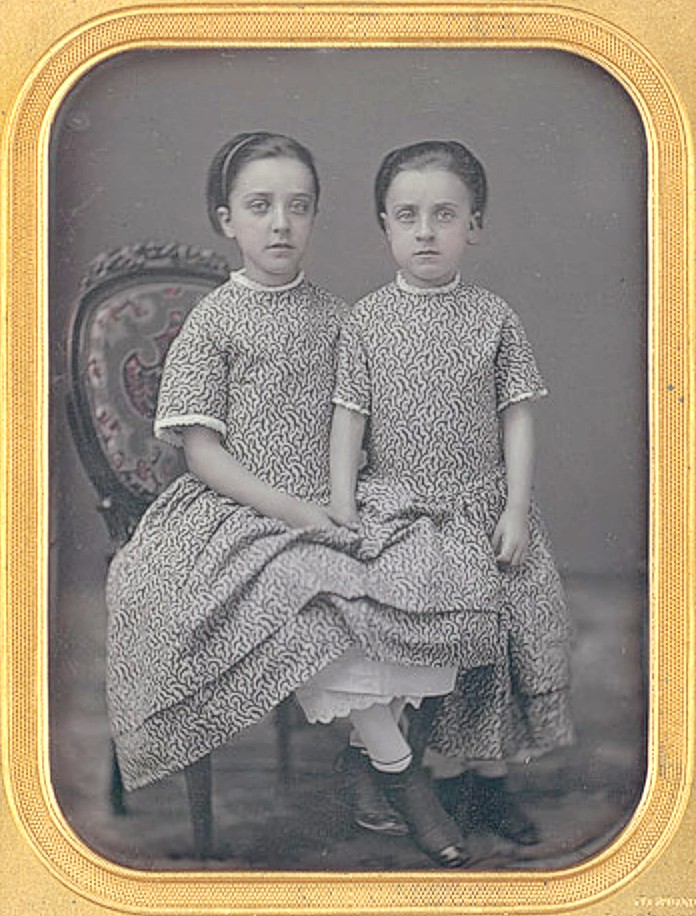
Dvě dívky ve stejných šatech, asi 1857
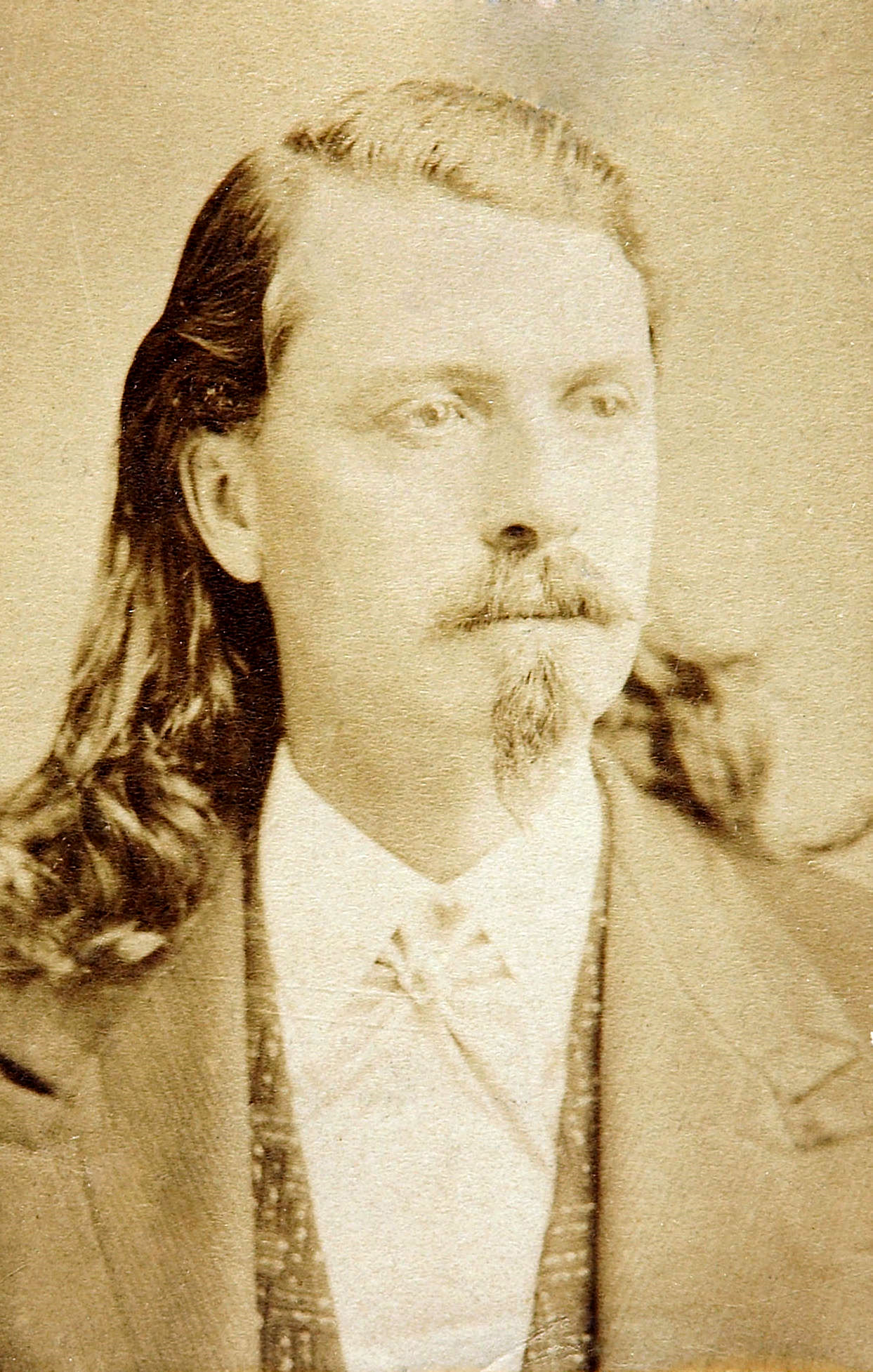
Buffalo Bill, asi 1875
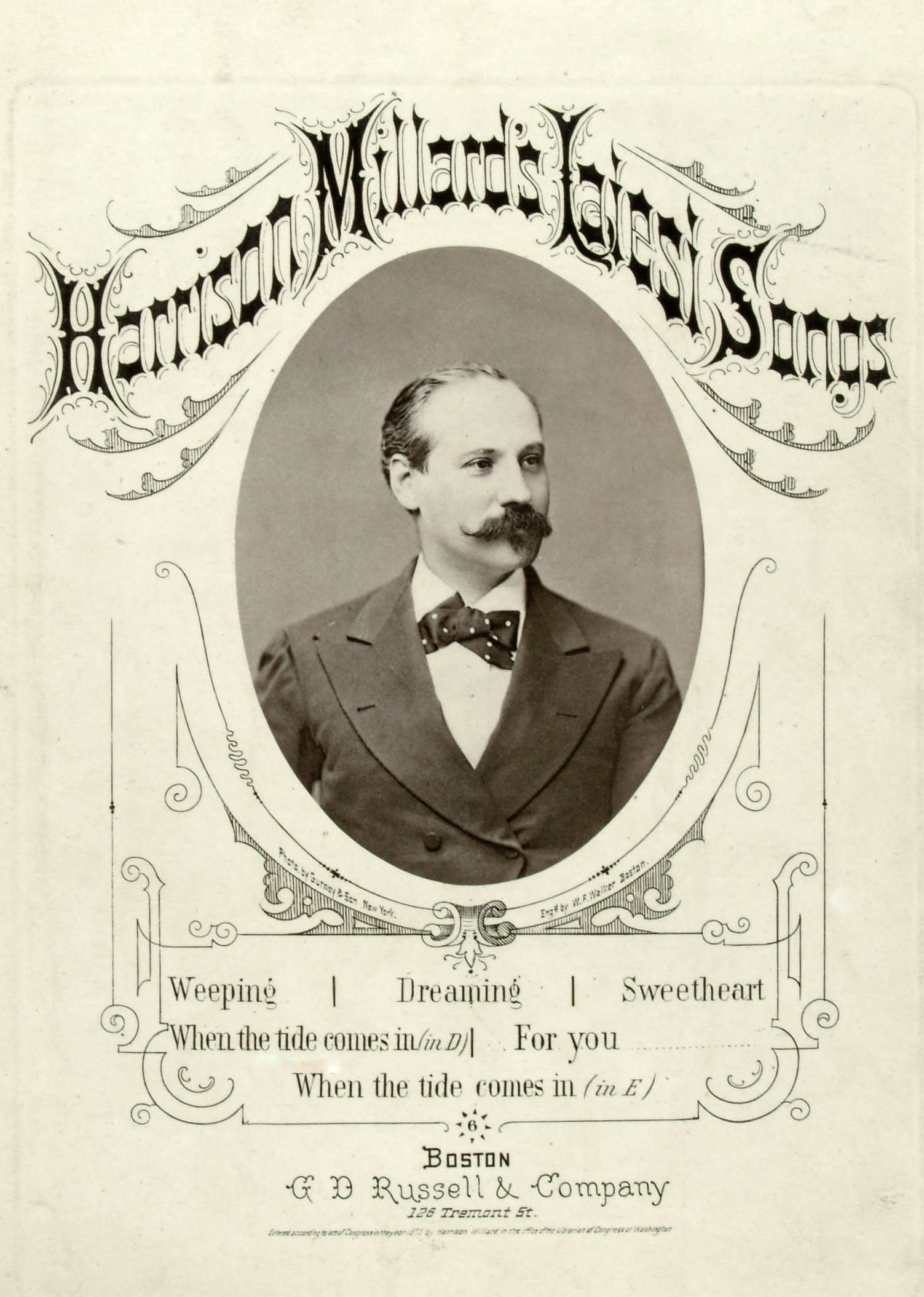
Harrison Millard
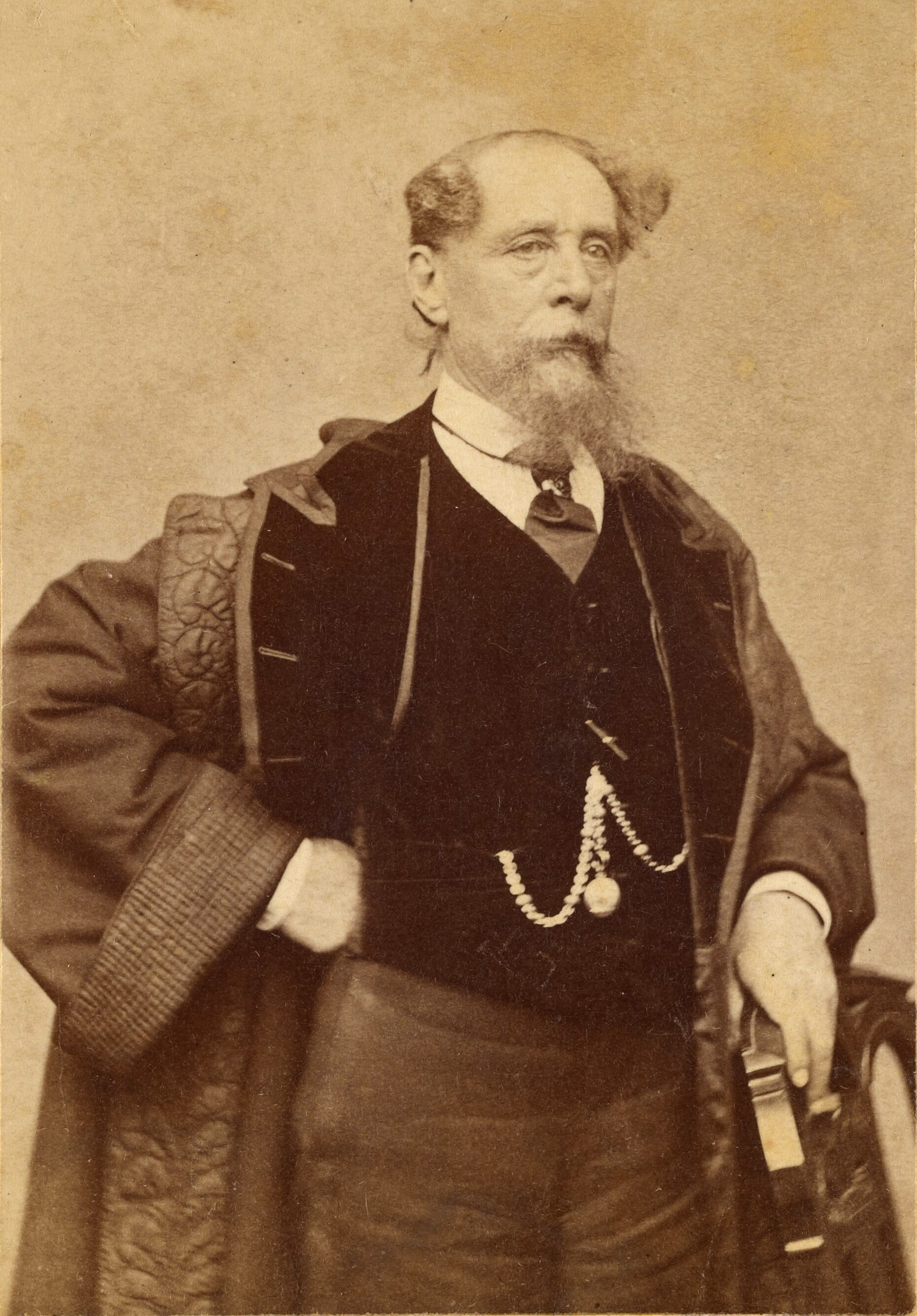
Charles Dickens, 1867 nebo 1868
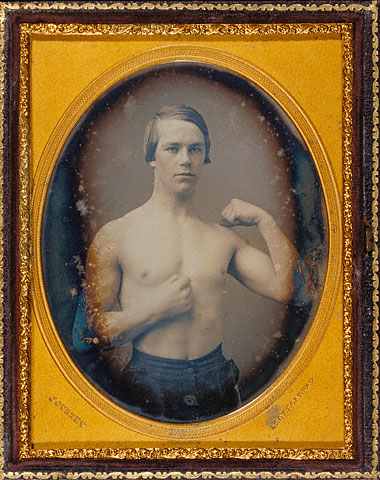
Americký mladík, 1850-1860
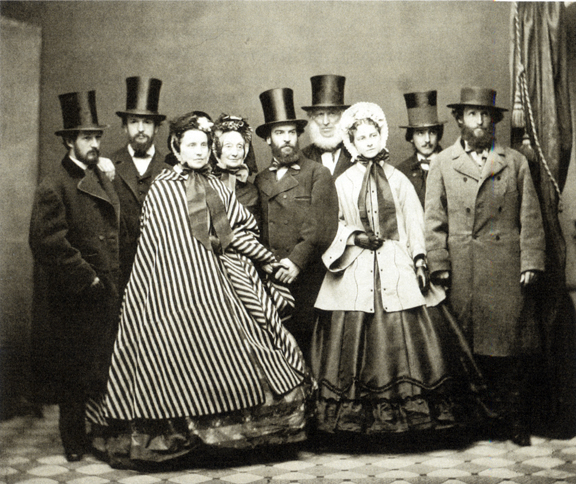
Rodina Parmlyova a Wardova s přáteli, skupinová fotografie, 1862
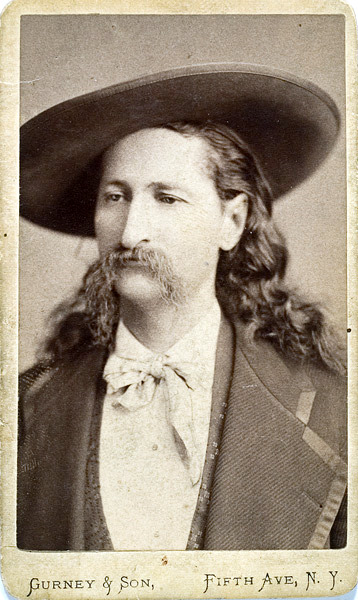
Wild Bill Hickok